# ولفشتاین: خون قدیمی
ولفشتاین: خون قدیمی (انگلیسی: Wolfenstein: The Old Blood) یک بازی ویدئویی در سبک تیراندازی اول شخص است که توسط بتزدا و در سال ۲۰۱۵ و در پلت‌فرم مایکروسافت ویندوز منتشر شده‌است.